# 氯汞丙脲
氯汞丙脲是一种汞利尿药，并于1952年开始直至1974年的时间内在市面上销售，它曾用于心臟衰竭的治疗，但现在已不再广泛使用。放射性同位素（197Hg和203Hg）标记的化合物也用于肾脏和大脑的医学成像，一些医生甚至认为197Hg药物可替代99mTc使用。美国食品药品管理局最终于1989年禁止了它的销售。